# Bestuurlijke scheiding in België (1917-1918)
De bestuurlijke scheiding in België tussen het Nederlandstalig en het Franstalig gedeelte van de administratie binnen het koninkrijk België, werd door de Duitse bezetter beslist in 1917 en bleef in principe werkzaam tot aan de Wapenstilstand van 11 november 1918.

## Geschiedenis
Op 4 februari 1917 waren de activistische verenigingen, na een congres in Brussel, overgegaan tot de stichting van de Raad van Vlaanderen, die in hun ogen een voorafbeelding moest zijn van een parlement voor het onafhankelijk Vlaanderen. 
In het kader van de Flamenpolitik, beslisten de Duitsers om aan een van de eisen van de Vlaamse activisten te voldoen en de ministeries te splitsen in Vlaamse ministeries die in Brussel gevestigd bleven en Franstalig-Waalse ministeries die verhuisd werden naar Namen. De gouverneur-generaal Moritz von Bissing kondigde dit af op 21 maart 1917, vier weken voor zijn dood. Hieraan werden nog verordeningen toegevoegd betreffende de eentaligheid van alle overheidsdiensten in Vlaanderen. 
De negatieve reacties waren talrijk:
- De Belgische regering in Le Havre kondigde aan dat alle medewerking aan de bestuurlijke scheiding, onwettelijk en strafbaar was.
- Kardinaal Désiré-Joseph Mercier veroordeelde scherp de activisten tijdens toespraken op 29 januari en 8 juni 1917.
- Op 10 maart 1917 spraken 77 personaliteiten, op initiatief van Louis Franck, zich uit tegen de bestuurlijke scheiding.
- Daarbij kwamen nog de protesten van de ambtenaren die naar Namen moesten verhuizen of aan de kant werden geschoven.

De splitsing gebeurde eerder moeizaam, want zelfs de Zivilverwaltung van de Duitse bezetter werkte niet altijd mee. De scheidingen gebeurden:
- Het departement Kunsten, Wetenschappen en Onderwijs was al in 1916 gesplitst.
- Op 5 mei 1917: Landbouw en Nijverheid.
- Op 12 mei: Binnenlandse Zaken.
- Op 9 juni: Justitie.
- Op 30 juli: Openbare Werken.
- Op 13 september: Zeewezen, Post en Telegraaf.
- Op 11 april 1918: Financies.

De periode van ongeveer anderhalf jaar relatieve werkzaamheid liet niet toe een stevige organisatie op punt te stellen.

## Een "Vlaamsche regering"
De activistische organisaties waren uiteraard tevreden met de bestuurlijke scheiding en verleenden er hun medewerking aan. Uit de kringen van de Raad van Vlaanderen en de activistische groepen, werden mensen vooropgesteld en door de Duitsers uitgekozen om als secretaris-generaal of in andere functies de Vlaamse ministeries te leiden.
Nadat de Raad van Vlaanderen op 22 december 1917 onverwacht de onafhankelijkheid van Vlaanderen had uitgeroepen, benoemde ze op 5 januari 1918 een Commissie van gevolmachtigden, die als Onze Vlaamsche regeering werd gepropageerd. De 11 leden ervan werden elk verondersteld de leiding van een ministerie te nemen. De werkelijkheid was genuanceerder en minder vanzelfsprekend. 
De Duitsers waren immers ontstemd over de eenzijdige uitroeping van de onafhankelijkheid en de benoeming van een 'regering'. Dit uitte zich door de afschaffing van de Oberkommission die de Raad van Vlaanderen gecontroleerd had, en de benoeming als vervanger van een Hauptkommission. Het bleef zo dat zowel de Raad van Vlaanderen als de gevolmachtigden alleen maar een adviserende rol vervulden.
Ondertussen had de Raad van Vlaanderen, op bevel van de bezetter, zich op 18 januari 1918 ontbonden en een soort volksraadpleging in beperkte kring georganiseerd, om een Tweede Raad van Vlaanderen tot stand te brengen. Die Raad kwam op 9 maart 1918 voor het eerst bijeen en telde 94 leden. Tijdens de korte tijd dat de leden vergaderden zouden ze oeverloze discussies voeren over het tot stand komen van een soevereine Vlaamse staat. Ze moesten zich hierbij evengoed weren tegen de Vlaamse bevolking die het met hen in grote meerderheid niet eens was als tegen de Duitsers die tegenstanders waren van een onafhankelijk Vlaanderen.
Einde september 1918 werd de Commissie van gevolmachtigden naar huis gestuurd en de Duitsers stelden een tien leden tellende Commissie van Zaakgelastigden in de plaats aan. Deze commissie had ook niets meer dan een adviserende rol, en ditmaal volledig los van de Raad van Vlaanderen.
Ondertussen kreeg de oorlog een dramatisch verloop voor de Duitsers, die verplicht werden om op 11 november de wapens neer te leggen. Alle inspanningen van bestuurlijke scheiding, van vernederlandsing van de Gentse universiteit en van het openbaar leven, van besprekingen en inspanningen allerhande, werden van de ene dag op de andere ongedaan gemaakt. Al wie er als activist had aan meegewerkt was ondertussen naar Duitsland of Nederland gevlucht, of werd door de Belgische politie opgepakt.